# Marijana Berbakov

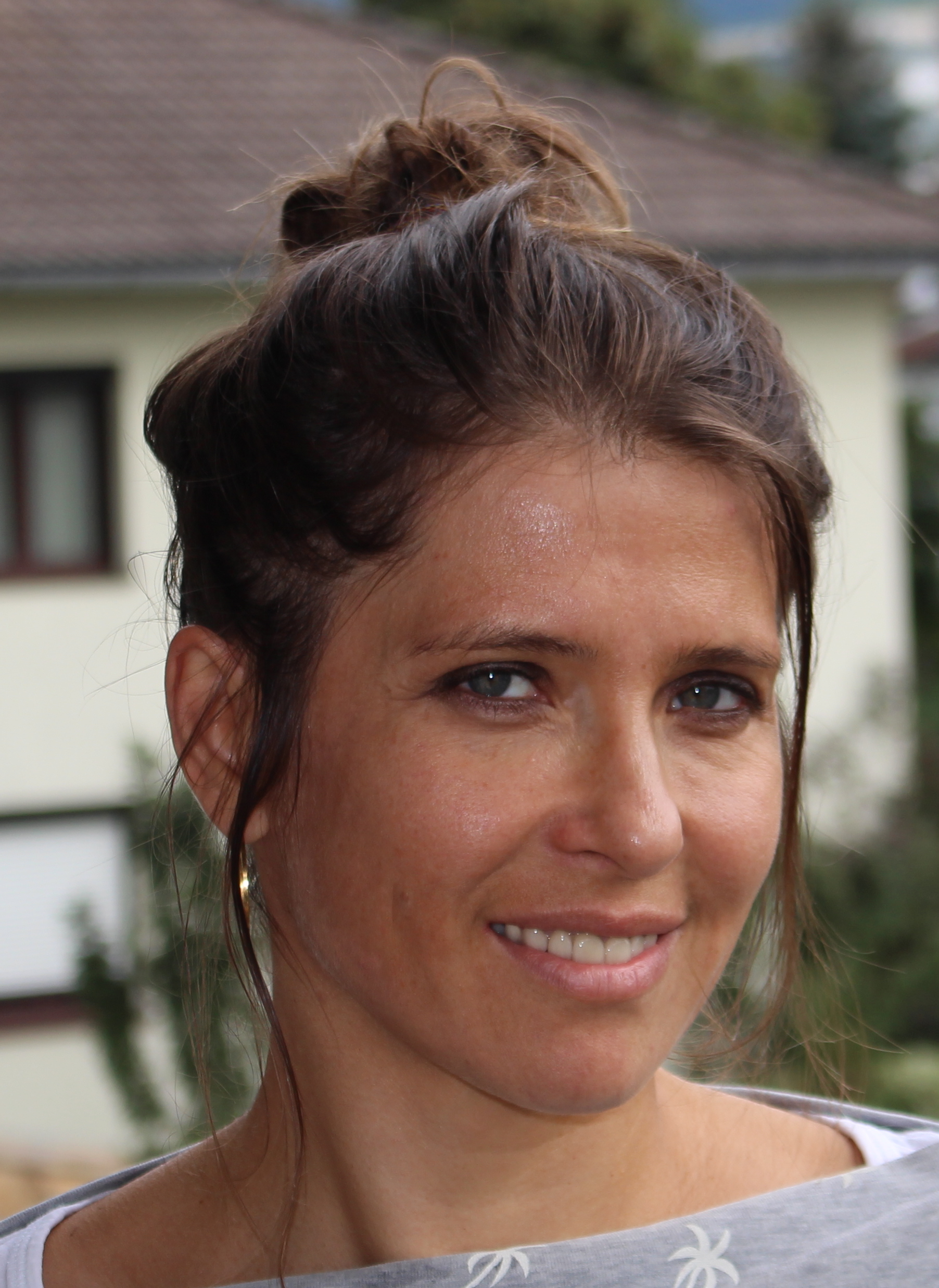
Marijana Berbakov (2017)

Marijana Berbakov (* 30. Juli 1974 in Pančevo, Jugoslawien) ist eine jugoslawisch-österreichische Kulturmanagerin. Sie war schon mit 16 Jahren vielfache jugoslawische Meisterin im Schwimmen. Aufgrund des Ausschlusses Jugoslawiens von den Olympischen Sommerspielen 1992 konnte sie in Barcelona nicht starten.

## Leben
Marijana Berbakov studierte in Belgrad und Hamburg Südslawistik und schloss ihre Studien in Deutschland an der Hochschule Zittau/Görlitz als Diplomkauffrau und der TU Dresden als Master of Arts in Cultural Administration ab, wo sie an verschiedensten internationalen Kulturprojekten mitwirkte. Als Mitglied einer Diplomatenfamilie wirkte sie an zwischenstaatlichen Projekten in den Bereichen der Musik, der Literatur der Bildenden Kunst in Prag mit. Seit vielen Jahren widmet sie sich unter dem Titel ArtMonopol dem Aufbau von Galerien und Kulturinitiativen in Österreich. Von 2009 bis 2014 mit dem Zentrum ihrer Tätigkeit in Mondsee, in der Galerie Schloss Mondsee sowie in einer Privatgalerie, und ab dem Jahr 2015 in der Stadt Salzburg und im Schloss Walpersdorf in Niederösterreich, in der sie eine der größten Galerien des Landes im Renaissanceschloss und auf den imposanten Freiflächen des Schlosses mit Künstlern aus der ganzen Welt bespielt.